# Goniothalamus cheliensis
Goniothalamus cheliensis är en kirimojaväxtart som beskrevs av Hu Hsien-Hsu. Goniothalamus cheliensis ingår i släktet Goniothalamus och familjen kirimojaväxter. IUCN kategoriserar arten globalt som starkt hotad. Inga underarter finns listade i Catalogue of Life.

## Bildgalleri

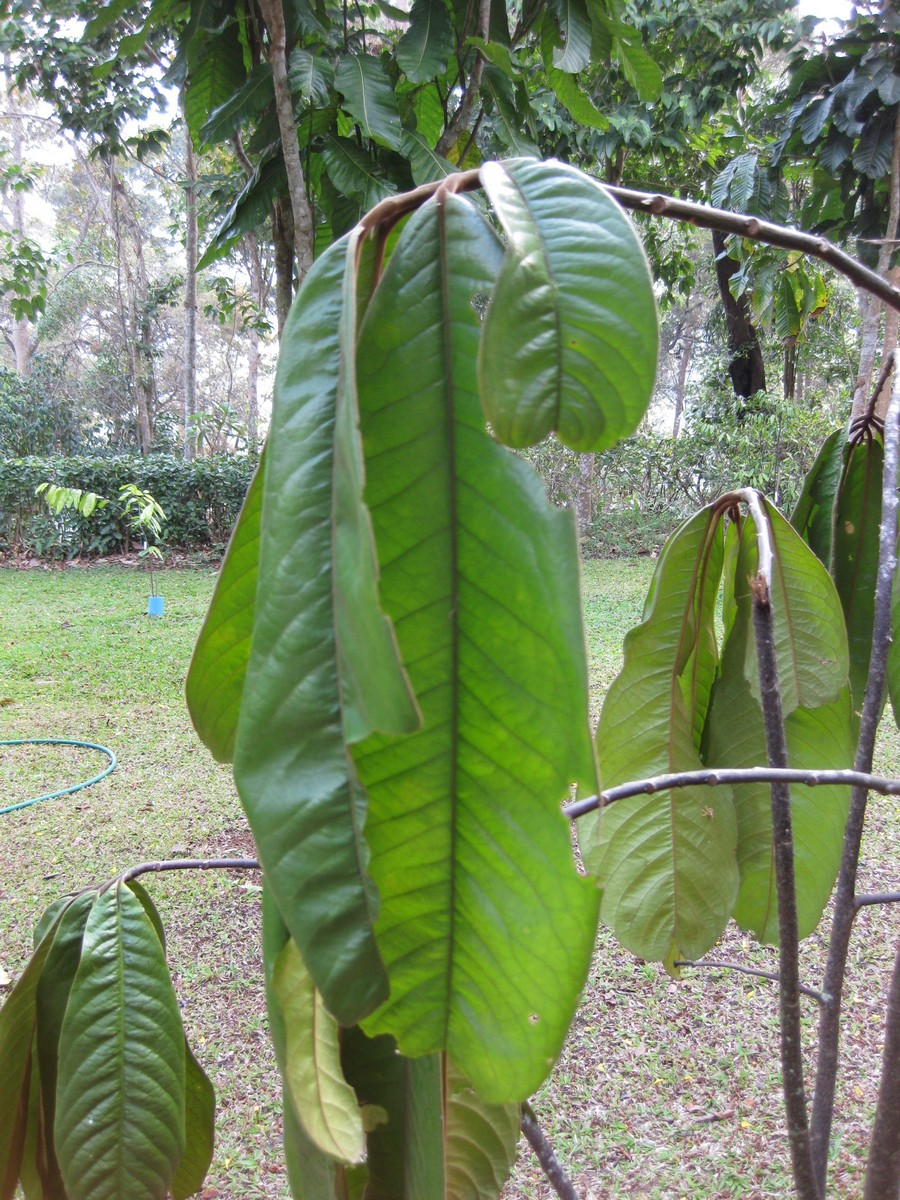
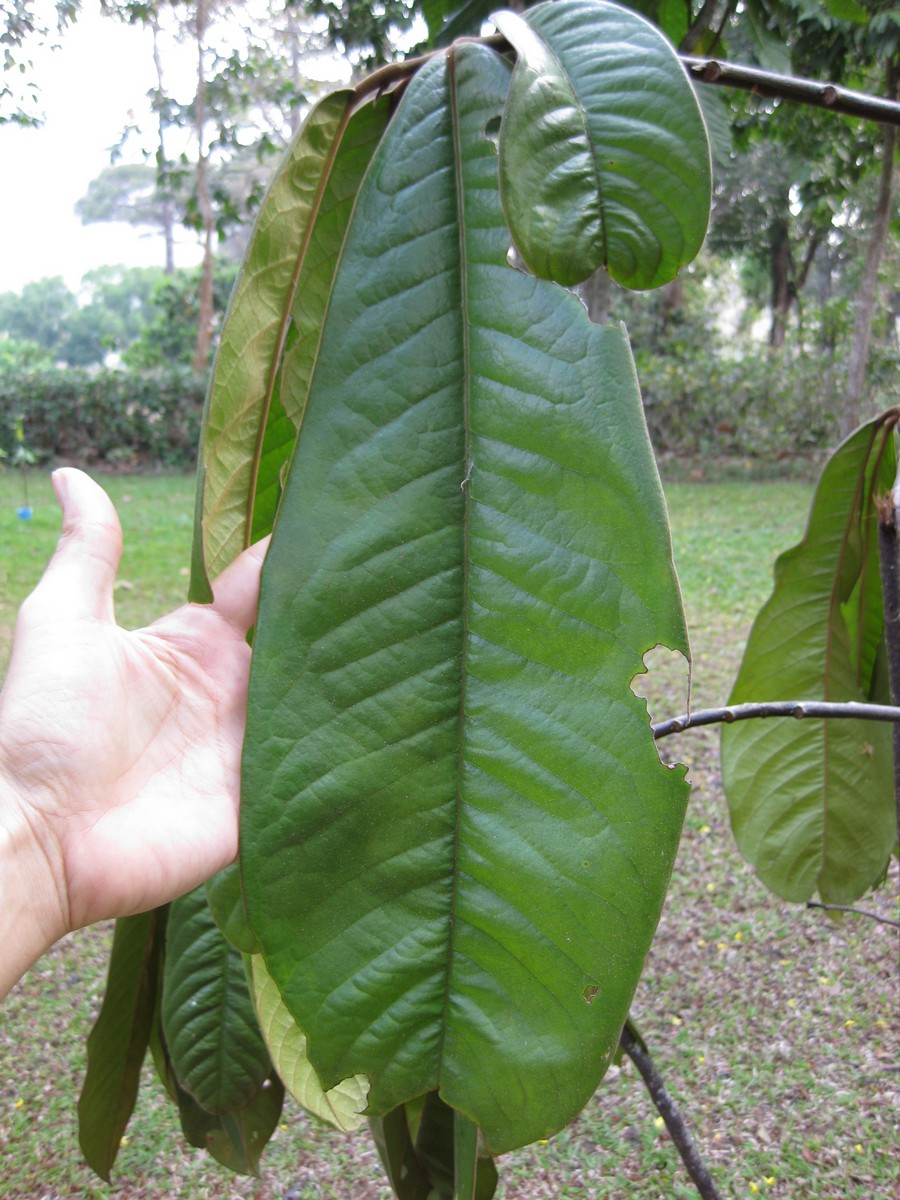
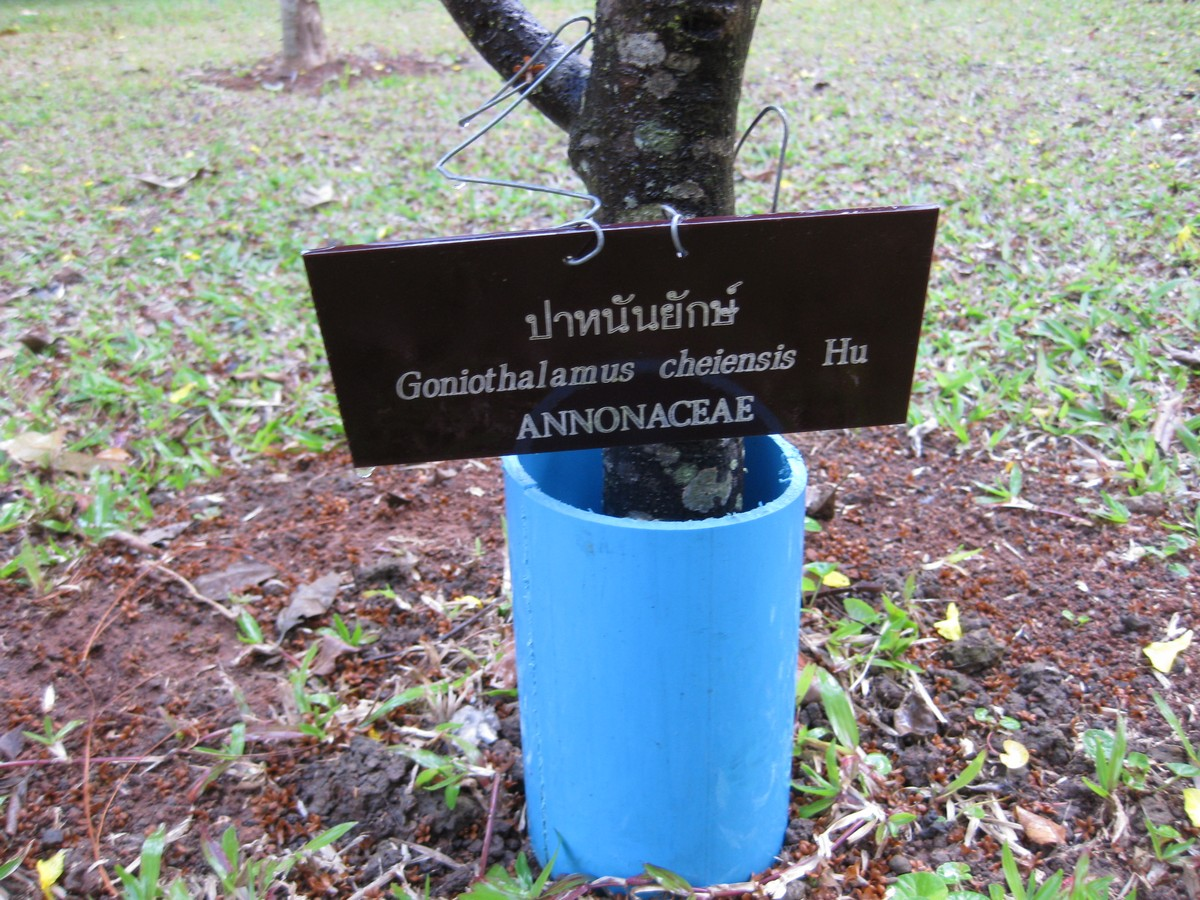
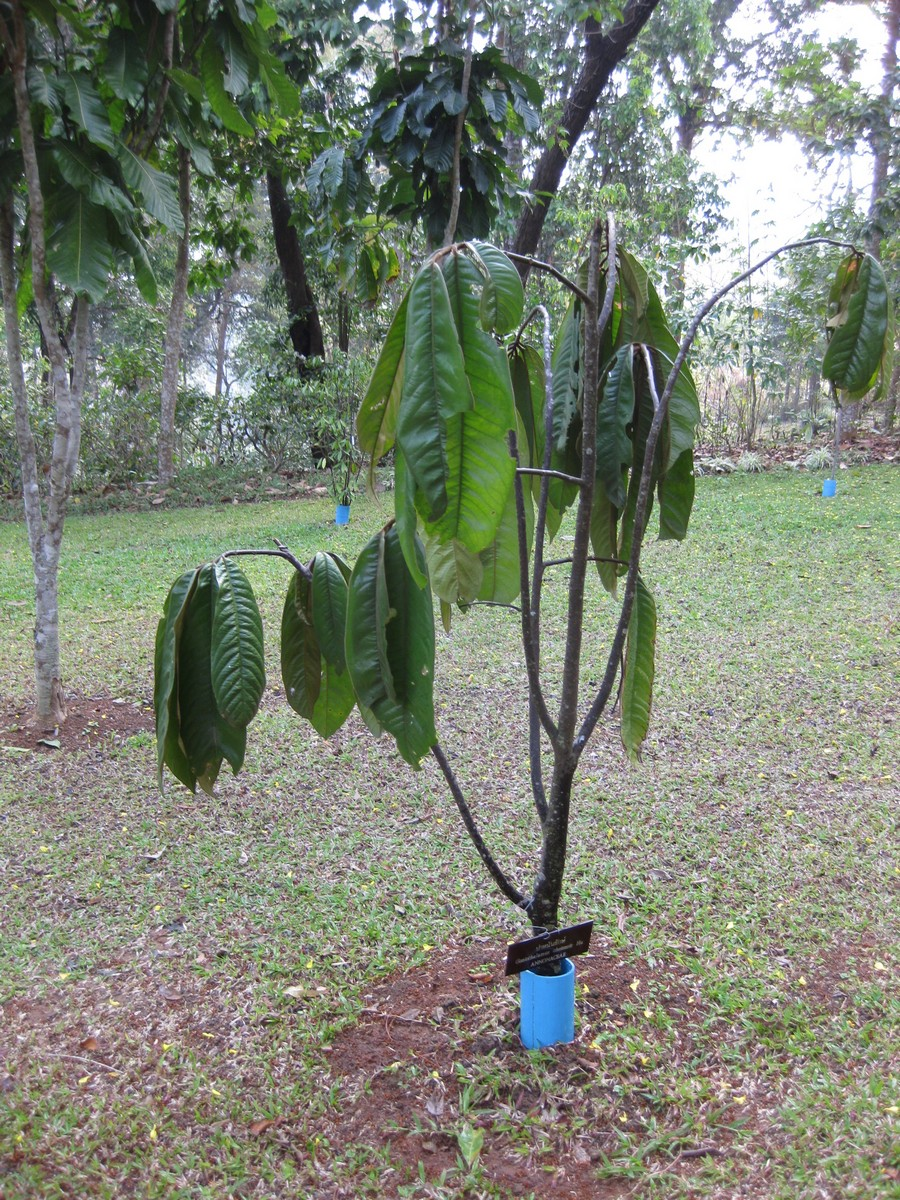